# Claudia Marcella minore
Claudia Marcella minore (40/39 a.C.) è stata una nobildonna romana, figlia di Ottavia minore (sorella di Augusto) e di Gaio Claudio Marcello minore (console nel 50 a.C.).

## Biografia
Marcella nacque dopo la morte del padre. Comunemente si ritiene che ebbe due matrimoni, sebbene questi non siano direttamente menzionati nelle fonti letterarie, ma assunti sulla base di altre fonti.
In prime nozze, sposò Paolo Emilio Lepido (console suffetto nel 34 a.C.), anch'egli già vedovo (di Cornelia Lentula). Marcella e Paolo Emilio ebbero, forse, un figlio: Paolo Emilio Regillo, questore al tempo di Tiberio.
Dopo la morte di Paolo, Marcella sposò in seconde nozze Marco Valerio Messalla Appiano (console nel 13 a.C.), che morì nei primi mesi del suo consolato. Ebbero un solo figlio maschio, Marco Valerio Messalla Barbato, morto prima di assumere il consolato, ma non prima di aver sposato sua cugina Domizia Lepida (matrimonio da cui nacque Valeria Messalina).